# Today (chanson de Talk Talk)
Pour les articles homonymes, voir Today.
Singles de Talk Talk
Talk Talk
(1982) Another Word
(1982)
Today est le troisième single du groupe Talk Talk paru en juin 1982, issu de l'album The Party's Over. Il a été composé par Mark Hollis, Paul Webb, Lee Harris et Simon Brenner. Ce morceau se classe 14e dans le Top 40 britannique (premier hit pour le groupe). Son titre initial en 1981 était Magic Moments, avant d'être réarrangé, rebaptisé et édité sur le premier album du groupe. À noter que cette chanson a également connu un grand succès en Nouvelle-Zélande, atteignant le Top 10.
Sa face B, It's so Serious est une version légèrement différente et plus longue de celle qui se trouve sur The Party's Over. Elle a été écrite par les quatre membres du groupe : Mark, Paul, Lee et Simon.

## Vidéoclip
Une vidéo a été tournée en 1982 pour la chanson. Elle montre un jeune garçon dans un rêve. Son rêve devient un cauchemar à quelques reprises.

## Pistes
45 tours
| No | Titre                                        | Durée |
| -- | -------------------------------------------- | ----- |
| 1. | Today (Hollis/Webb/Harris/Brenner)           | 3:09  |
| 2. | It's So Serious (Hollis/Webb/Harris/Brenner) | 3:16  |

maxi 45 tours
| No | Titre                    | Durée |
| -- | ------------------------ | ----- |
| 1. | Today (Extended Version) | 4:27  |
| 2. | It's So Serious          | 4:16  |

## Classements hebdomadaires
| Classement (1982-83)                       | Meilleure place |
| ------------------------------------------ | --------------- |
| Royaume-Uni (UK Singles Chart)             | 14              |
| Irlande (Irish Recorded Music Association) | 16              |
| Nouvelle-Zélande (RMNZ)                    | 10              |